# Їндржих Штирський
Їндржих Штирський (чеськ. Jindřich Štyrský; 11 серпня 1899, Долні Чермна, Пардубицкий край — 21 березня 1942, Прага) — чеський художник і фотограф-сюрреаліст, письменник, художній критик, теоретик мистецтва, представник східноєвропейського і міжнародного авангарду.

## Біографія
Народився в Дольні Чермна в 1899 році, де провів дитинство. Смерть зведеної сестри в 1905 році, з якою у нього були дуже міцні відносини, сильно вплинула на його подальше життя і художня творчість. Спочатку він навчався в Градец-Кралове, потім в Академії мистецтв у Празі. Разом з Марією Черміновою (Тойен) і Йозефом Шімою з 1923 входив до групи «Деветсил», в 1925—1928 виставлявся в Парижі. У 1928—1929 керував авангардним Вільним театром в Празі. Видавав журнали «Еротичне обозрение» і «Одеон». У 1932—1942 — член авангардного художнього об'єднання «Манес», з 1934, разом з Вітезславом Незвалом, Карелом Тейге і Марією Тойен — член Чеської сюрреалістичної групи.
Помер в 1942 році від пневмонії.